# Высокое (Скопинский район)
Высокое — село в Скопинском районе Рязанской области, входит в состав Ильинского сельского поселения.

## География
Село расположено в 5 км на северо-запад от центра поселения села Ильинка и в 24 км на северо-запад от райцентра города Скопин.

## История
Находившаяся в селе деревянная церковь первоначально именовалась Ильинскою, построение ее относится к 1767 году. Каменная церковь в честь иконы Божией Матери Иерусалимская построена в 1871 году, а освящена в 1872 году.
В XIX — начале XX века село входило в состав Чуриковской волости Скопинского уезда Рязанской губернии. В 1906 году в селе было 469 дворов.
С 1929 года село являлось центром Высоковского сельсовета Скопинского района Рязанского округа Московской области, с 1931 года — в составе Пронского района, с 1937 года — в составе Рязанской области, с 1959 года — в составе Скопинского района, с 2005 года — в составе Ильинского сельского поселения.

## Население
| 1859 | 1897  | 1906  | 2010 |
| ---- | ----- | ----- | ---- |
| 1863 | ↗2883 | ↗3212 | ↘193 |

## Достопримечательности
В селе находится действующая церковь Иерусалимской иконы Божией Матери (1872).